# Georg David Kypke
Georg David Kypke (* 23. Oktober 1724 in Neukirchen (später im Landkreis Regenwalde), Pommern; † 28. Mai 1779 in Königsberg) war ein deutscher Orientalist, Philosoph und Gelehrter des Alten Testaments in Königsberg i. Pr.

## Leben
Er war das dritte von sieben Kindern des evangelischen Pastors in Neukirchen und Neffe des Philosophen Johann David Kypke. Wie sein lebenslanger Freund Immanuel Kant besuchte Kypke das Collegium Fridericianum. 1738 immatrikulierte er sich an der Albertus-Universität Königsberg. Er wechselte an die  Universität Halle, an der er sich bei Siegmund Jakob Baumgarten der Englischen Sprache zuwandte. Nachdem er im Mai 1744 im pietistischen Halle Magister geworden war, kehrte er nach Königsberg zurück. Seit 1746 Professor für orientalische Sprachen, wurde Kypke 1755 auf den Lehrstuhl der Albertina berufen. Zugleich mit der Aufsicht über die Synagoge betraut, besuchte er alle Gottesdienste. Über eine von Friedrich Wilhelm I. (Preußen) als „antichristlich“ inkriminierte Passage des Alenu-Gebets geriet Kypke in einen Disput mit der jüdischen Gemeinde, der Moses Mendelssohn beisprang. An der Albertina lehrte Kypke auch Englisch. Er las seine Vorlesungen zum Teil auf Englisch und übersetzte eine Auswahl von John Lockes Essay Concerning Human Understanding (Hartung, 1755). Johann Gottfried Herder und Gottlieb Schlegel hörten seine Vorlesungen. Unverheiratet geblieben, starb Kypke mit 54 Jahren. Im Jahr vor seinem Tod hatte er noch das Kypkeanum gestiftet, in dem 13 Studenten frei wohnen konnten. Dafür hinterließ er 10.000 Taler. Das Wohnstift wurde 1797 in der Hinterlomse 16 errichtet.  Auf der Lomse stand später die Neue Synagoge. Viele von Kypkes Schriften befinden sich in Thorn.

## Werke
- Dissertatio philologica recensionem ms. libri rabbinici exhibens. Königsberg 1746
- Die Hebräische und Chaldäische Grammatik des berühmten D. Johann Andreas Danzens, ins Deutsche übersetzt und mit häufigen Anmerkungen erläutert. Breslau 1752
- Vocabularium Hebraicum in Genesis secundum capitum ordinem digestum et in usum iuventutis tam scholasticae quam academicae editum. Königsberg 1754
- mit Johann Daniel Dannies: Vocabularium in Novi Foederis libros. Königsberg 1758
- Ausführliche Anfangsgründe der hebräischen Grammatik, ehemals nach Dansischen Lehrsätzen entworfen von J. J. Rau, jetzt verbessert von Kypke. Königsberg 1780